# Biserica de lemn din Rădășeni
Biserica de lemn „Sfântul Mercurie și Sfânta Ecaterina” din Rădășeni este un lăcaș de cult ortodox construit la începutul secolului al XVII-lea în satul Rădășeni din comuna omonimă aflată în județul Suceava. Edificiul religios se află localizat în cimitirul satului și are hramul Sfântul Mercurie și Sfânta Ecaterina, sărbătorit la data de 25 noiembrie. Conform tradiției, biserica este ctitoria voievodului Ștefan Tomșa al II-lea.
Biserica de lemn din Rădășeni a fost inclusă pe Lista monumentelor istorice din județul Suceava din anul 2015 la numărul 351, având codul de clasificare  SV-II-m-A-05597.

## Istoricul localității
Satul Rădășeni este așezat pe un deal înalt pe care sunt cultivați pomi fructiferi. El se află la o distanță de 2 km vest de municipiul Fălticeni.
Cel mai vechi document istoric cunoscut în care se pomenește de Rădășeni datează de la 16 februarie 1424, din timpul domniei lui Alexandru cel Bun (1400-1432): „Din mila lui Dumnezeu, noi Alexandru Voievod, domn al Țării Moldovei. Facem cunoscut cu această carte a noastră celor ce o vor vedea sau o vor auzi cetindu-se că acest adevărat popa Iuga ne-a slujit nouă credincios. De aceea noi, văzând dreapta și credincioasa lui slujbă către noi, l-am miluit cu deosebita noastră milă și i-am dat în țara noastră un sat lângă Baia, anume Buciumeni (...). Iar hotarul acestui sat începând (...) până la pârâul ce merge la Radeșani, lângă Stăniga”. Această danie a fost întărită 10 ani mai târziu de către domnitorul Ștefan al II-lea al Moldovei.
După construirea Mănăstirii Slatina (1554-1558) de către domnitorul Alexandru Lăpușneanu, satul Rădășeni a devenit moșie mănăstirească. Conform tradiției, domnitorul Ștefan Tomșa al II-lea (1611-1615 și 1621-1623) ar fi învățat carte la Rădășeni și apoi, după urcarea sa pe tronul Moldovei, ar fi făcut Rădășenii sat domnesc.

## Istoricul bisericii

### Ctitorire

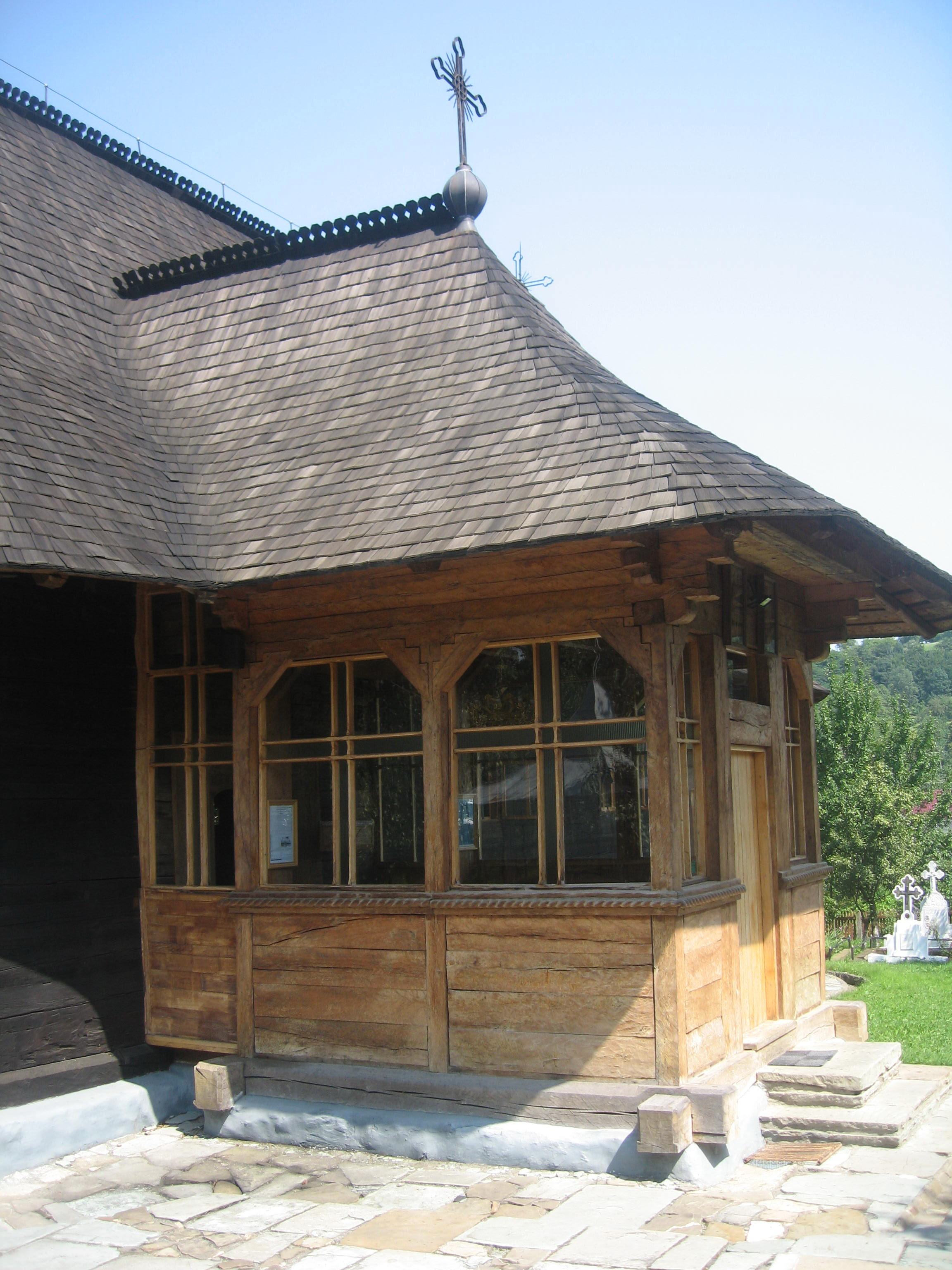
Pridvorul bisericii, construit în anul 1909

După tradiție, ar mai fi existat o biserică la locul numit Siliștea, unde ar fi fost prima așezare a satului, dar probabil că năvălirea tătarilor (1241) ar fi silit pe locuitori să se mute în partea de sud-est, Fundoaia, sub dealul Cetățuia.
În locul numit Siliștea a fost descoperit un valoros material cucutenian, precum și ceramică aparținând culturii Nova, cultură de la sfârșitul epocii bronzului (sec. 14-12 î.Hr.).
Deși nu există date certe, tradiția locală consideră că biserica veche de lemn din Rădășeni a fost ctitorită de Ștefan Tomșa al II-lea (1611-1615, 1621-1623). Cronica parohiei precizează următoarele: „Alungat din tronul Moldovei de Constantin Movilă, Ștefan Tomșa s-a refugiat și adăpostit în satul Rădășeni; revenind la scaunul țării, amintindu-și de ajutorul primit, va fi înălțat aici o biserică. O variantă vorbește numai de punerea temeliei de către domnitor, construcția de lemn ridicându-se de către săteni, edificiul fiind deja inaugurat în vremea celei de a doua domnii a voievodului”.
Într-o anaforă de judecată între Mănăstirea Slatina și locuitorii satului Rădășeni din 20 aprilie 1743, din timpul domniei lui Constantin Mavrocordat, cu ocazia hotărniciei bucății de loc din hotarul târgului Baia, se precizează următoarele: „...că au apucat de la bătrânii lor, că fiind Ștefan Tomșa copil mic și sărac, și-au învățat carte aici în sat, în Rădășăni și le-au făcut biserică și jăluind oamenii că li-i locul strâmt, și n-au unde se hrăni, le-au dat și o bucată de loc din hotarul târgului Băii...” 
Arhimandritul Timotei Aioanei presupune că Tomșa ar fi pus numai temelia bisericii, bazându-se pe faptul că un domnitor nu ridica biserici de lemn, ci din piatră și cărămidă, și chiar și boierii ctitoreau biserici de zid și nu de lemn. Astfel, Tomșa ar fi fost alungat din scaun în 1615 după punerea temeliei, iar locuitorii satului Rădășeni ar fi continuat construirea bisericii, folosind lemnul ca material de construcție.
Tomșa a dăruit bisericii din Rădășeni o linguriță de aur pentru împărtășanie, pe care se afla următoarea inscripție în limba slavonă: „Și am dat-o pre ea, spre a se ruga pentru noi, în biserica din satul Rădășenii, unde este hramul Marelui Mucenic Mercurie. Io Ștefan  V. V. Tomsovici”. Lingurița a fost luată de călugării de la Mănăstirea Slatina și dusă la Mănăstirea Neamț, de unde se pare că ar fi ajuns la Moscova împreună cu tezaurul României. Rădășenenii s-au îngrijit să facă o copie sub formă de polonic din argint poleit cu imitația inscripției slavone plus o altă inscripție: „Această lingură s-a hărăzit de E. M. Naftanailă la B. din Rădășeni - 1866”.
Pe o cruce de marmură aflată în curtea bisericii, lângă pridvor, este scrisă inscripția: „Ctitorul bis. este Ștefan Tomșa 1611”. Pe peretele sudic al naosului se află un tablou votiv pictat în anii 1875-1876 în care sunt reprezentați voievodul și Elena Doamna, ținând în mână chivotul bisericii. Biserica din tabloul votiv este construită din bârne așezate vertical, fără pridvor și cu o fereastră mare în treimea stângă și având un acoperiș din șindrilă, în patru ape.

### Lucrări de restaurare
Cronica parohiei Rădășeni menționează numele următorilor slujitori: preoții Grigore Iordăchescu, Nicolae Loghin, Grigore Lateș (care a fost și primul învățător al satului Rădășeni), Grigore Lovinescu (1855-1927), Gheorghe Zăhărescu (1859-1890), Miron Teodoriu (-1921), Haralambie Teodoriu (1921-1935), Emanoil Manoliu (1935-1990) și Constantin Rotaru (din 1990) și diaconii Toader Diaconu, Constantin Diaconu și Nicolae Iordăchescu.
Nu se cunosc date despre reparațiile făcute în primii 250 ani, până în anii '70 ai secolului al XIX-lea. În anul 1877 s-au tăbănuit pereții exteriori cu scândură. În 1888 biserica a fost acoperită cu tablă (înainte fusese draniță). În anul 1909 s-a adăugat un pridvor pe latura de sud a pronaosului, pe o structură de stâlpi de stejar, căptușit cu scânduri. În 1932 s-a reparat acoperișul, punându-se o învelitoare din tablă zincată.
În timpul preotului paroh Emanoil Manoliu (1935-1990), s-au efectuat o serie de lucrări care au avut ca scop conservarea și restaurarea lăcașului de cult. Între anii 1935-1938 s-a făcut o reparație generală de înfrumusețare și consolidare a monumentului, cu acest prilej lăcașul de cult fiind pictat de zugravii Victor Gallin și Ștefan Streynu din Botoșani. Biserica a fost resfințită la 25 noiembrie 1938, în ziua hramului, de P.S. Valerie Moglan Botoșăneanul, arhiereu-vicar al Mitropoliei Moldovei. Lucrări noi de restaurare au avut loc în 1954 când a fost curățată pictura în tempera, a fost vopsit exteriorul bisericii, iar pereții au fost îmbrăcați cu scânduri, precum și în 1976, când s-a curățat din nou pictura, s-au vopsit din nou pereții exteriori și s-a reparat soclul cu praf de piatră bucerdată.
Începând din 1990 preot paroh a fost Constantin Rotaru, venit prin transfer de la Parohia „Tăierea Capului Sf. Ioan Botezătorul” din Reuseni. Între anii 1998-2008, el a coordonat ample lucrări de restaurare (refacere și consolidare) a bisericii în interior și exterior, care s-au desfășurat cu cheltuielile enoriașilor parohiei și ale altor credincioși binevoitori: 
- refacerea temeliei, tălpilor și dușumelei
- tratarea lemnului atât în interior, cât și în exterior, precum și restaurarea pridvorului din lemn
- înlocuirea mobilierului de lemn din biserică (strănile și iconostasul din stejar sculptat). Toată structura de lemn a fost lucrată de meșteri din Maramureș.
- înlocuirea învelitorii din tablă cu un acoperiș nou de draniță, cum a fost la început
- amplasarea a trei cruci noi pe biserică
- restaurarea valoroasei picturi murale
- reînnoirea instalației electrice, de încălzire termică și a paratrăsnetului din cupru
- construirea unei case noi de prăznuire în locul celei vechi, cu pictură în interior

După finalizarea lucrărilor de restaurare, Biserica de lemn cu hramul „Sfinții Mercurie și Ecaterina” din Rădășeni a fost resfințită la 7 octombrie 2012 de trei ierarhi ai Bisericii Ortodoxe Române (arhiepiscopul Pimen Zainea al Sucevei și Rădăuților, arhiepiscopul Teodosie Petrescu al Tomisului și episcopul-vicar Ioachim Băcăuanul al Arhiepiscopiei Romanului și Bacăului), înconjurați de un sobor de 32 de preoți și diaconi. Înalții oaspeți au fost întâmpinați de un alai de călăreți îmbrăcați în costume naționale, cu colaci moldovenești și cu versuri rostite de unul dintre bătrânii satului. La această sărbătoare a participat a participat o mulțime mare de credincioși atât localnici, cât și din localitățile învecinate. Cântările bisericești au fost interpretate de Corala „Armonia” de la Constanța.
În piciorul Sfintei Mese din altar au fost așezate părticele de moaște, preotul paroh precizând că cele așezate la ridicarea bisericii nu s-au mai găsit, fiind pierdute, probabil, în timpul războiului. Sărbătoarea a marcat și 400 de ani de la ridicarea bisericii de lemn, lăcașul de cult primind cu acel prilej și un al doilea hram - „Sfinții Împărați Constantin și Elena”.  Părticele din moaștele Sfinților Constantin și Elena urmează a fi aduse în scurt timp din Grecia.
Biserica are în patrimoniu o serie de obiecte de cult valoroase: o cruce de argint (1851), un potir (1859) și un policandru (donat de Gavrilă Pavă în 1876).

## Descrierea bisericii

### Arhitectură

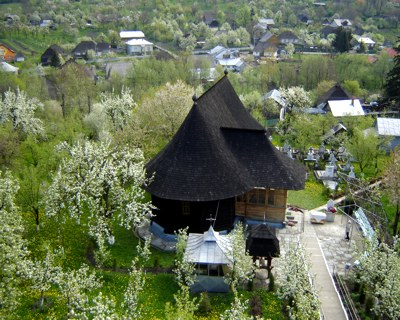
Biserica văzută de sus

Biserica de lemn din Rădășeni este construită din bârne de brad cioplite din grinzi despicate și îmbinate în „cheotori”. Ea se sprijină pe tălpi de stejar. Edificiul are un acoperiș din draniță.
Monumentul are formă de navă, cu absida altarului pentagonală decroșată față de restul corpului construcției și cu pronaos poligonal. Lăcașul de cult este prevăzut cu două uși; una în peretele sudic al pridvorului și a doua în peretele sudic al altarului. Biserica de lemn din Rădășeni are următoarele dimensiuni: lungime - 20 m, lățime - 6.30 m și înălțime - 7 m.
În interior, biserica este împărțită în patru încăperi: pridvor, pronaos, naos și altar. Pridvorul are o formă pătrată, având două ferestre pe laturile de est și de vest. El este căptușit cu scânduri. Ușa de intrare în pronaos, care este și intrarea originală, este încheiată la partea superioară în acoladă. Ancadramentul său este decorat pe ambele părți. Pe exterior de la bază pornesc împletituri de opturi, cu inelele rotunde, care se împreunează în vârful acoladei. Pe interior, pornesc de la bază vrejuri sinuoase, punctate la intervale egale de boboci de lalea stilizați.
Pronaosul (6.30x9.00 m) are o formă poligonală în partea de vest, cu o fereastră în axă. Între pronaos și naos se află un perete marcat printr-o arcadă susținută de două coloane profilate. Naosul este dreptunghiular și are trei ferestre dreptunghiulare (0.70x1.30 m) încheiate în arc în plin cintru. Două ferestre se află pe peretele sudic și una pe cel nordic. Deasupra pronaosului și naosului este o boltă semicilindrică.
Altarul are o absidă decroșată de formă pentagonală, amplasată la distanțe de 0.80 m de peretele longitudinal și de 1.10 m de catapeteasmă. În decroșurile de nord și de sud se află proscomidiarul și diaconiconul. Aici se află trei ferestre: una dreptunghiulară (0.70x1.30 m) în axa absidei și celelalte, de formă pătrată, în cele două nișe (0.22 m). Acest spațiu este acoperit și el cu o boltă semicilindrică, în continuarea celor din pronaos și naos.

### Iconografie
Biserica de lemn din Rădășeni a fost pictată în 1875 în tehnica tempera, în stil popular, de călugării Iulian, Chelsie și Ioan. O inscripție cu litere chirilice de pe icoana Sf. Nicolae de pe catapeteasmă precizează că „s-au zugrăvit sfântul altar în anul 1875 de robii lui Dumnezeu ieromonahii Iulian, Kelsie și Ioan, trei frați pentru iertarea păcatelor sale, dimpreună cu Ioan Irimescu, fiind ucenic pentru a lui mântuire”. Pomelnicul bisericii din anul 1876 (la un an după zugrăvirea altarului) precizează că întreaga biserică a fost pictată de un anume Iulian în 1876 („Acest Iulian au zugrăvit biserica aceasta toată spre a sa veșnică pomenire”).
Între anii 1935-1938 s-a făcut o reparație generală de înfrumusețare și consolidare a monumentului, cu acest prilej lăcașul de cult fiind pictat de zugravii Victor Gallin și Ștefan Streynu din Botoșani. Pictura a fost curățată în 1954 și în 1976 și restaurată în perioada 1998-2008.
Iconografia este executată în stil bizantin, cu tonuri de albastru și verde și scene pitorești, pline de narativism. Sfinții sunt pictați în stil naiv, îmbrăcați în costume populare. În pronaos, pictura originală s-a păstrat doar pe pereți și pe un fragment de boltă (Maica Domnului în slavă înconjurată de scene din ciclul Patimilor și al Învierii Mântuitorului).
La intrarea în naos, pe peretele de sud, este pictat tabloul votiv în care apar voievodul Ștefan Tomșa și Elena Doamna, ținând chivotul bisericii în mână. Pe peretele estic este reprezentată Judecata de Apoi, iar pe boltă se află icoana Mântuitorului Iisus Hristos venind pe nori cu crucea în mână, alături de Arhanghelul Mihail sunând din trâmbiță. Icoana Mântuitorului este înconjurată de medalioane în care sunt reprezentați ierarhi, cuvioși, drepți și mucenici. De asemenea, sunt reprezentate scene din Vechiul Testament (Facerea: Crearea lui Adam, Izgonirea din Rai, Cain ucide pe Abel etc.) și Noul Testament (minuni: Învierea fiicei lui Iair, Vindecarea femeii gârbove etc.).
Pe semicalota altarului este zugrăvită Sfânta Treime în redactare occidentală, cu Dumnezeu-Tatăl și Fecioara încoronată, stând pe nori.

## Mențiuni literare
Biserica de lemn din Rădășeni este menționată în romanul Nada Florilor (1950) de Mihail Sadoveanu, fiind considerată un „monument religios, unic între rămășițele trecutului”. 
Scriitorul descrie ospățul organizat cu ocazia hramului bisericii din Rădășeni așa cum avea loc la sfârșitul secolului al XIX-lea: „După asta Grigoriță Oanea mi-a arătat cel mai important monument al satului: o bisericuță veche de lemn, mai scundă și mai întunecată decât toate casele. Gospodarii îndeletnicindu-se cu negustoria de mere și gospodinele cu ale gospodăriei, n-au când se abate pe la acea clădire de scânduri vechi. Numai o dată pe an, la hram, în ziua a patra după Paști, la sfântu' Mercorie, cum spun ei, organizează în ograda bisericuței cel mai îmbielșugat praznic din ținut, cu sarmale de o litră, legate cu ață, și cu mămăligi mai mari decât roata morii, de se satură toată calicimea din cuprins. Se ridicase în acel an, la ospățul de la bisericuță, un moș mai vechi dintre neamuri, și a închinat străinilor de față un pahar de băutură, cu aceste cuvinte: „Cum înghit fără saț sărmanii ghițomancele de la praznicul nostru, așa ne-au înghițit pe noi ciocoii și lingăii domnești. Blăstămați să fie până într-al nouăzeci și nouălea neam. Mâncați și beți dumneavoastră întru pomenirea acelora care s-au prăpădit pentru dreptatea noastră”. Iar sfântul Mercorie al lor e aidoma Mercur, zeul păgân, zugrăvit în icoană cu aripi la chivără și la încălțări”.

## Imagini

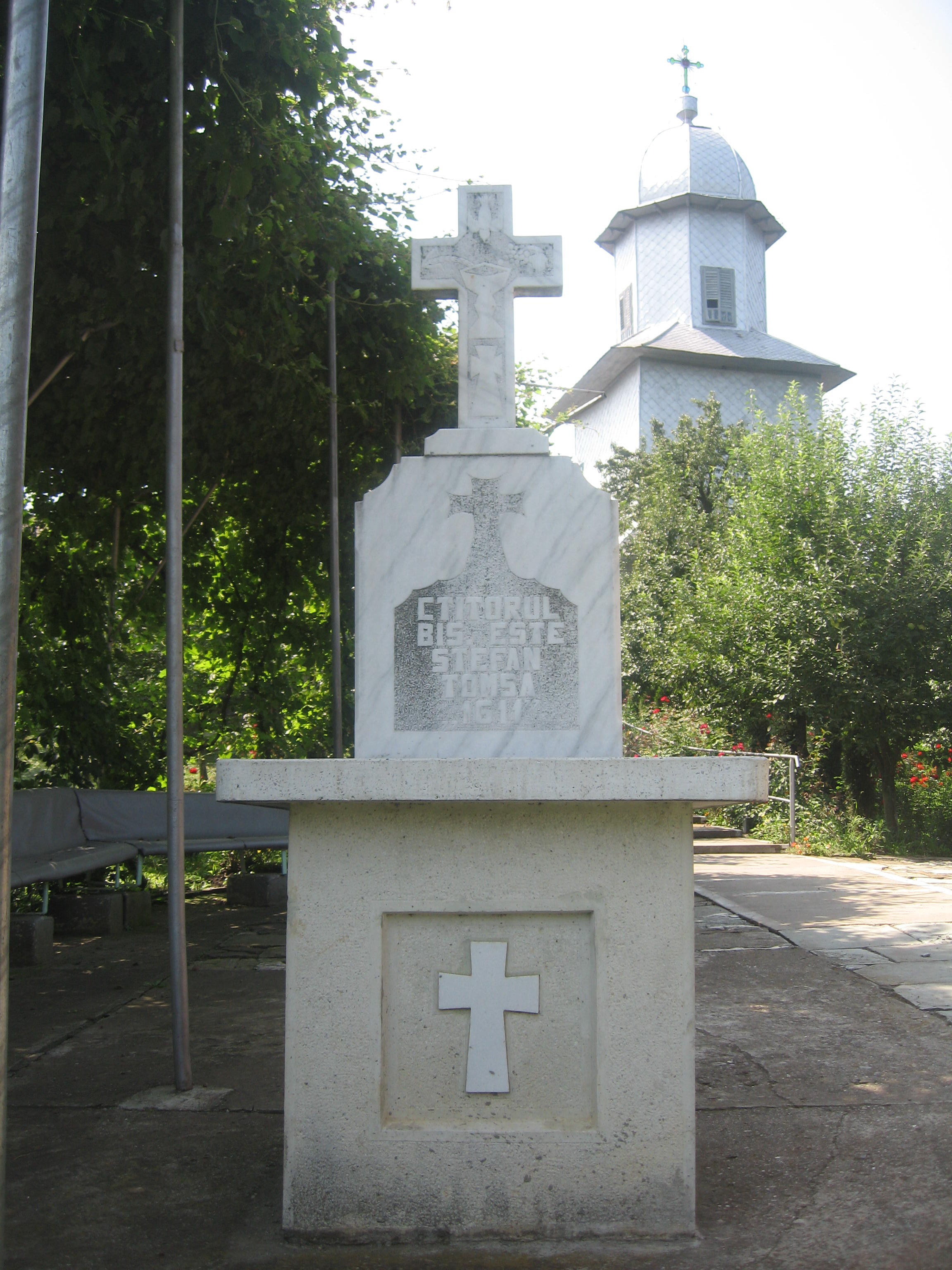
Cruce de marmură pe care este trecut Ștefan Tomșa drept ctitor al bisericii
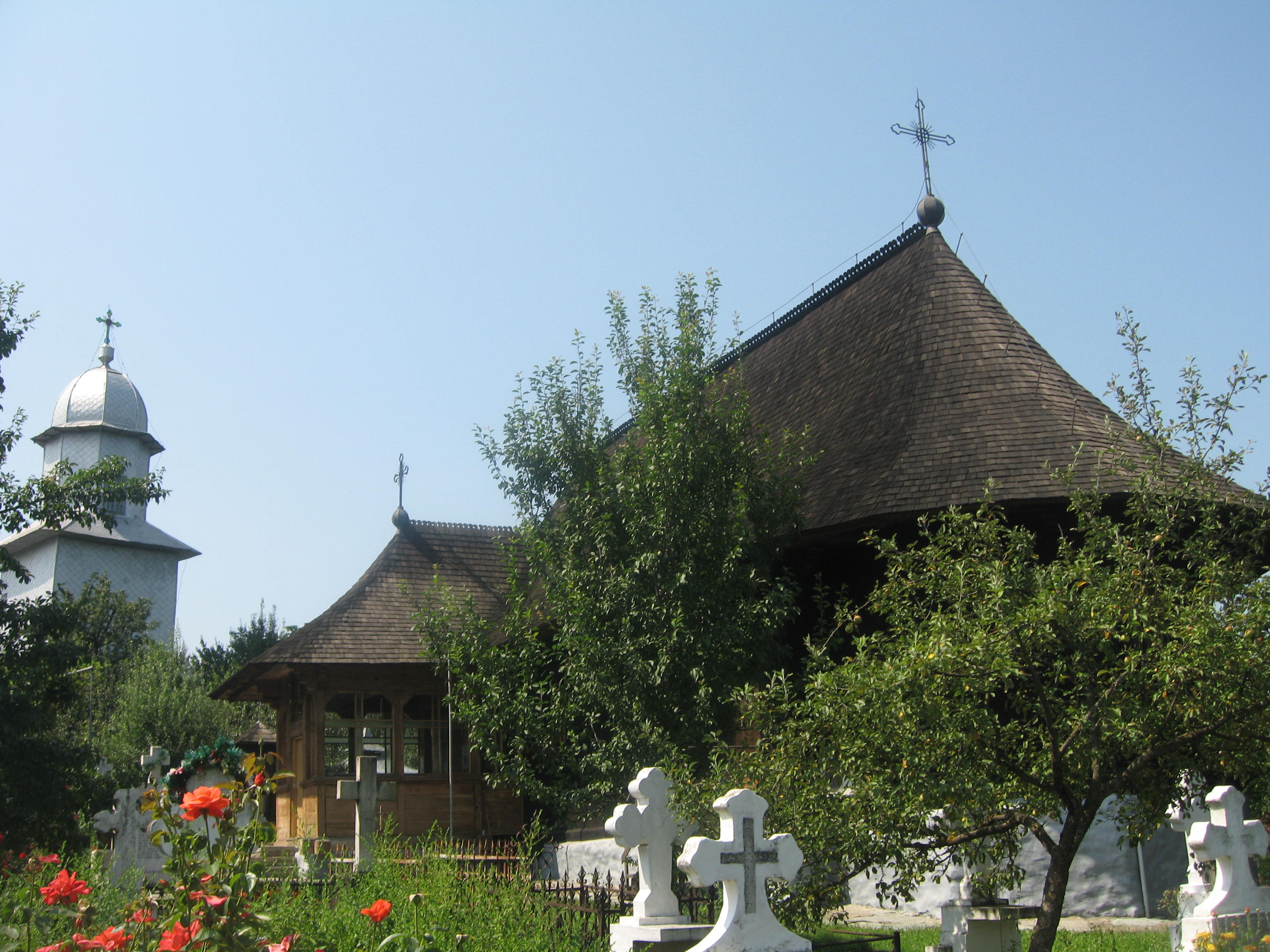
Biserica de lemn și turnul-clopotniță
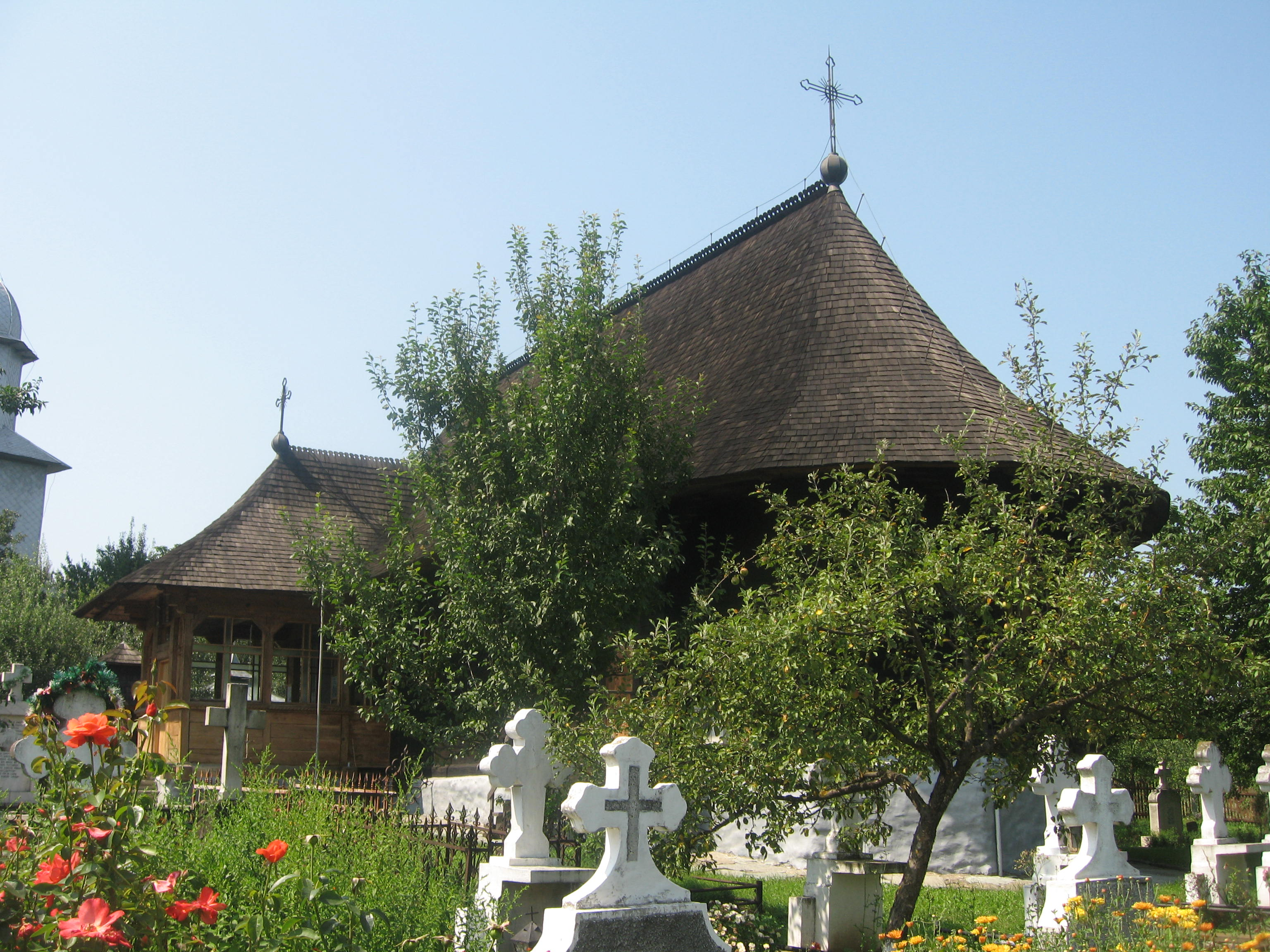
Biserica de lemn
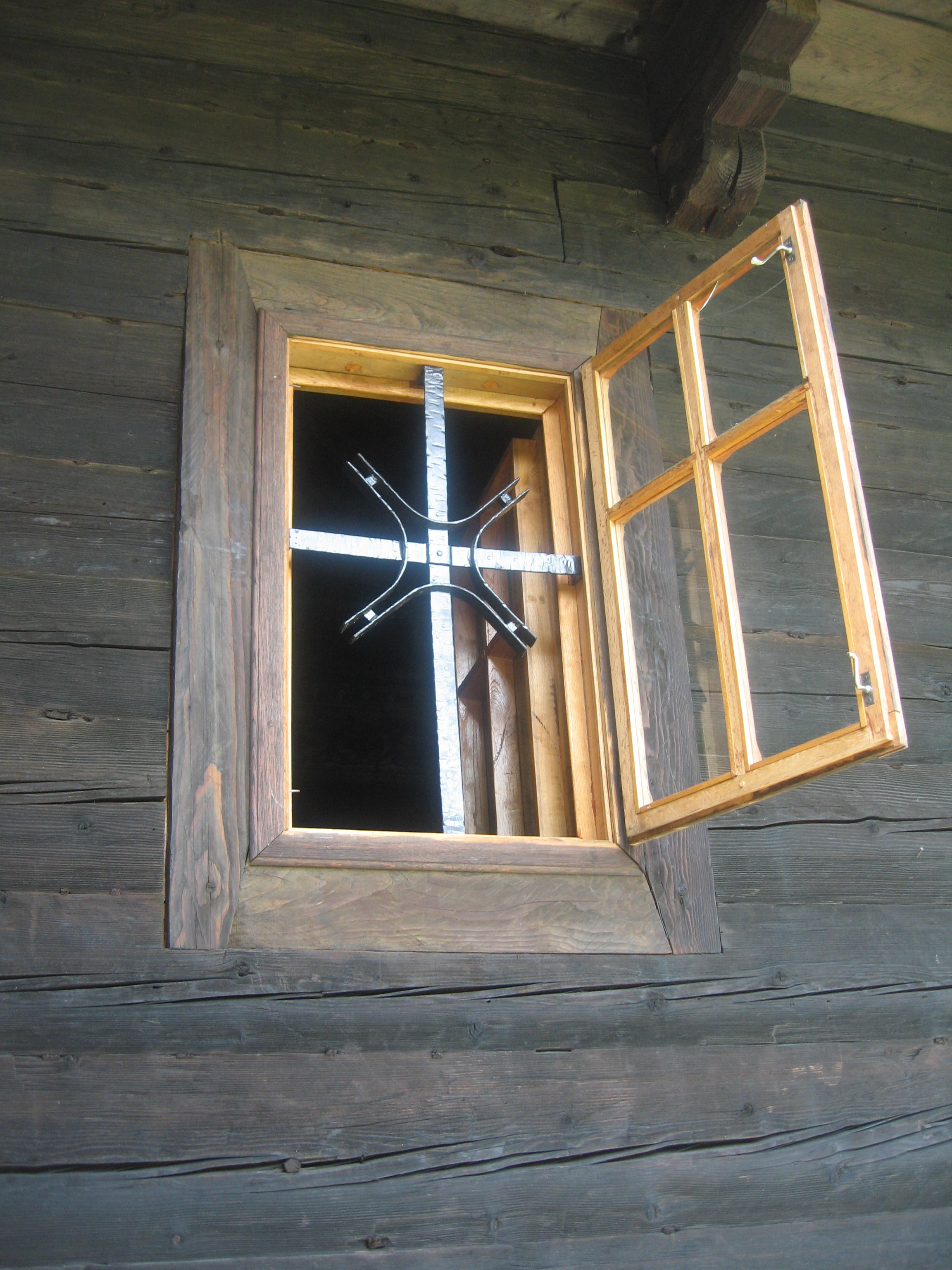
Fereastră
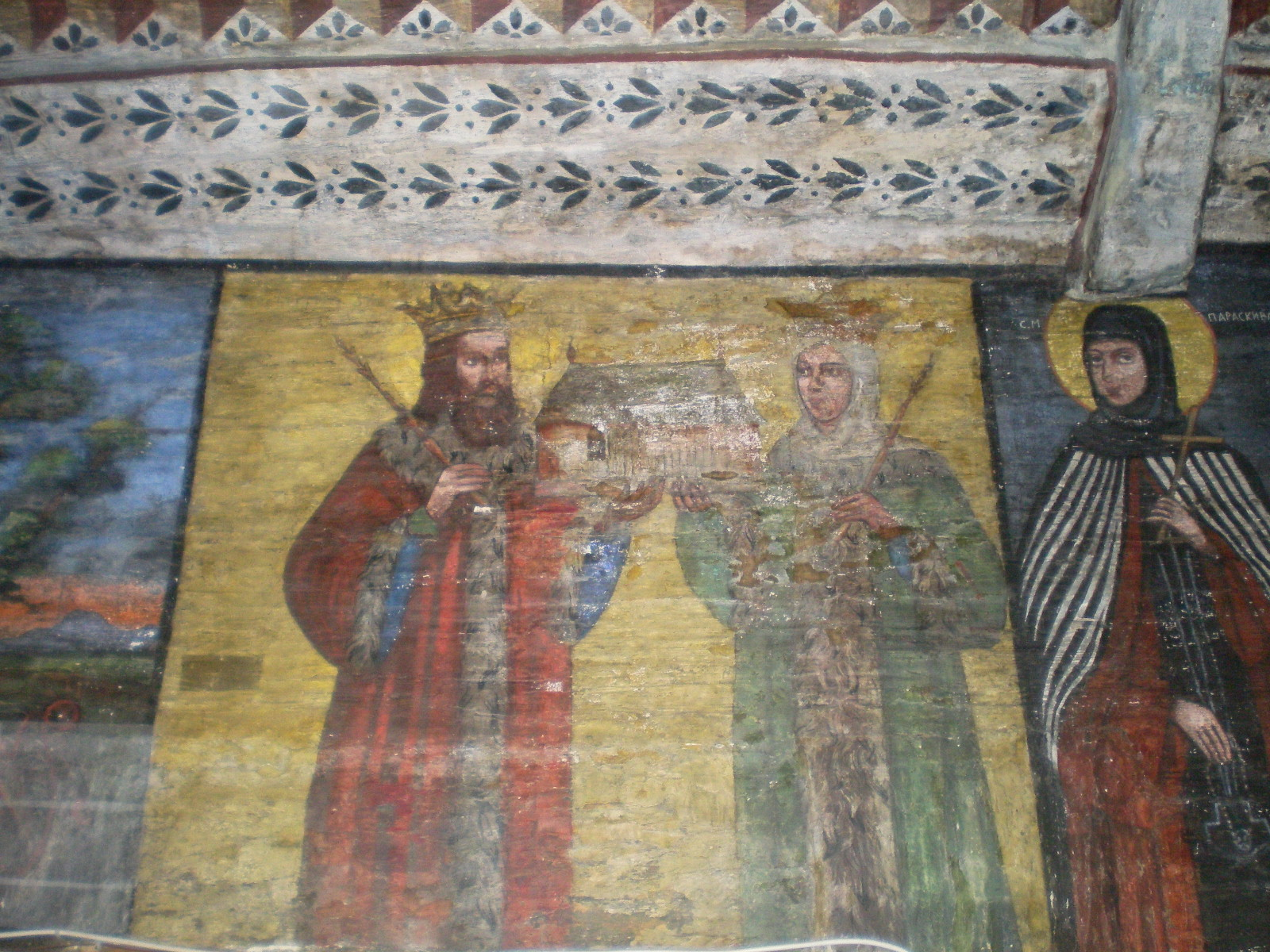
Tablou votiv
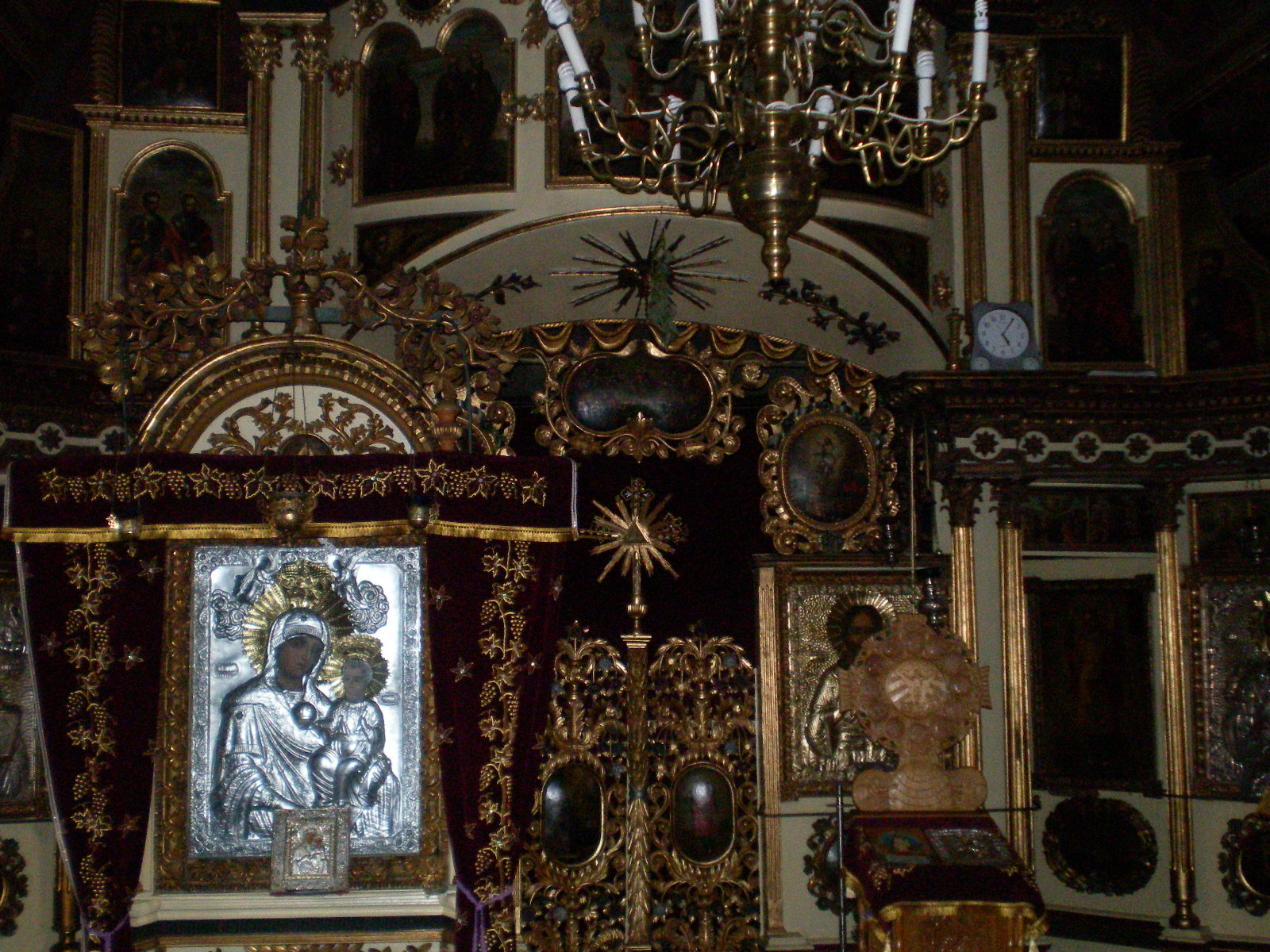
Fragment de iconostas
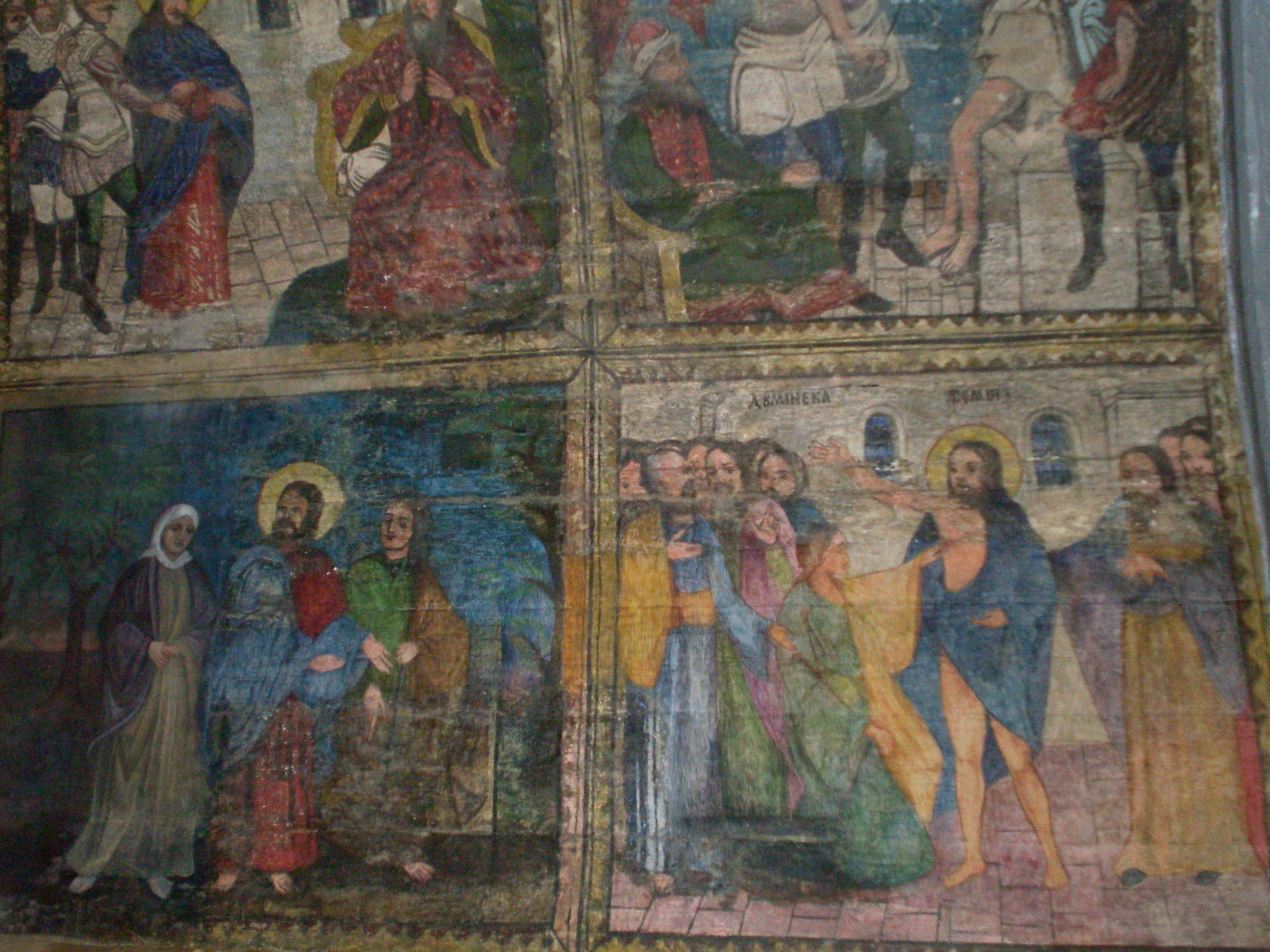
Pictură de pe pereții bisericii
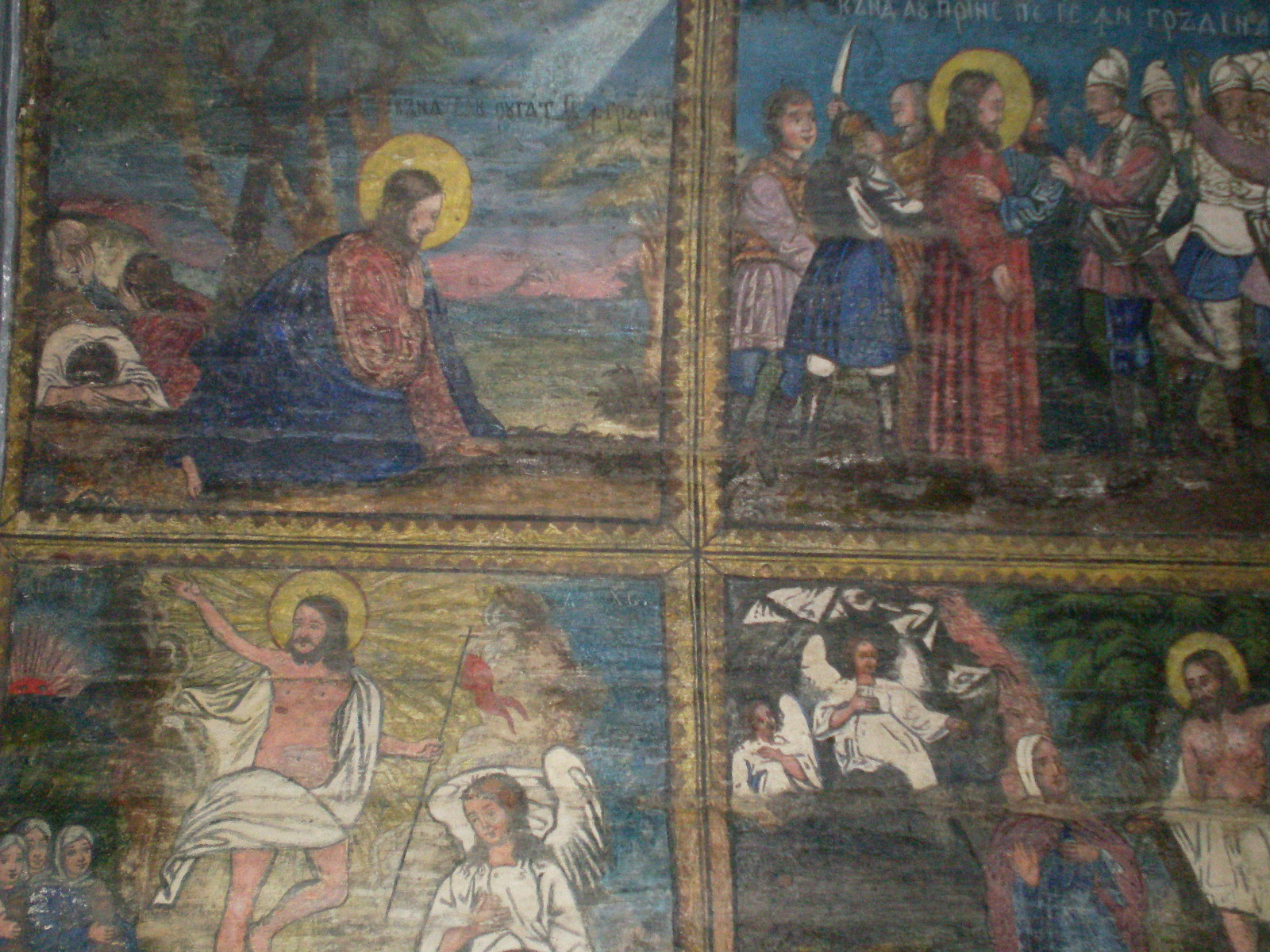
Pictură de pe pereții bisericii
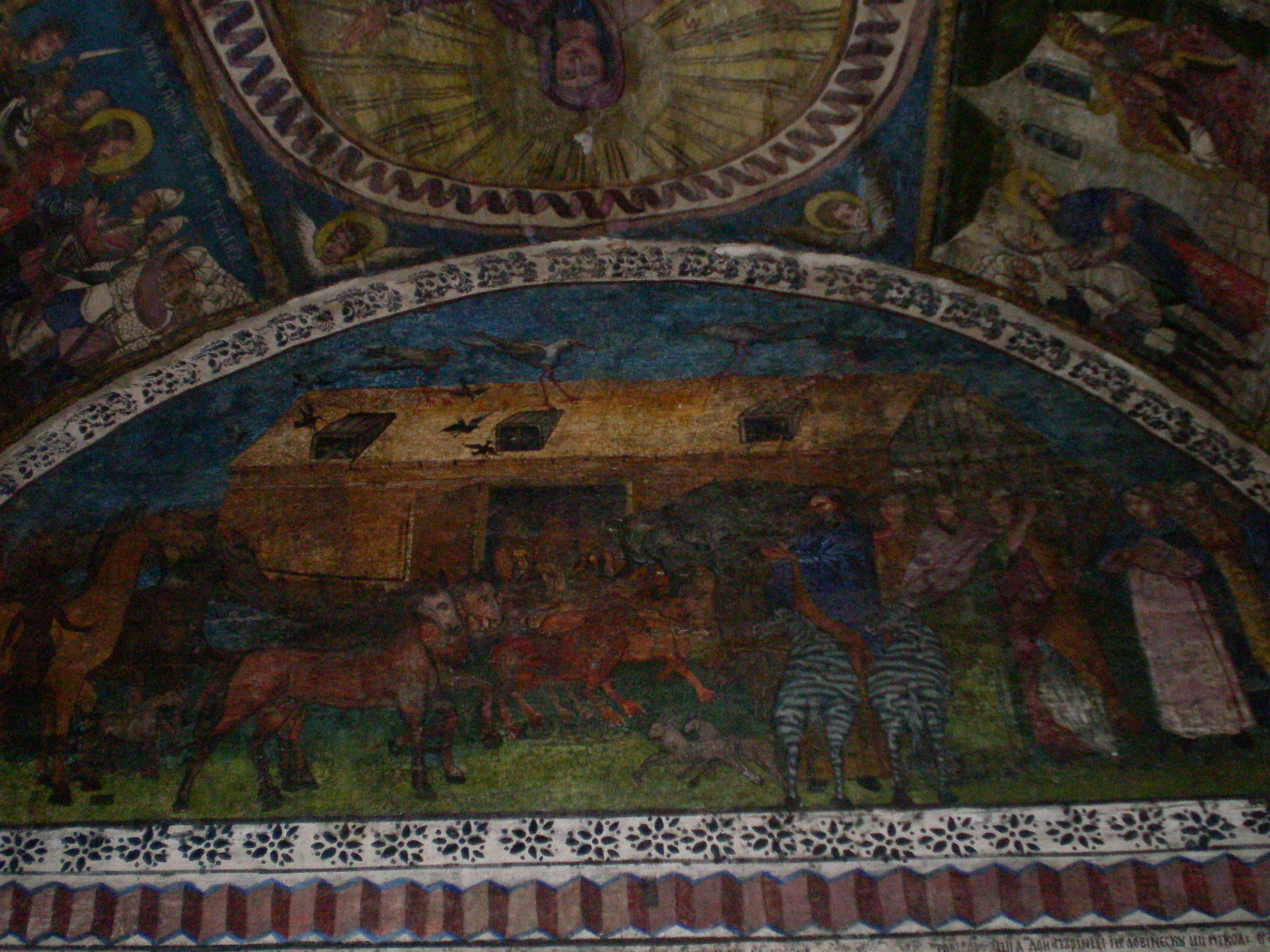
Pictură de pe pereții bisericii
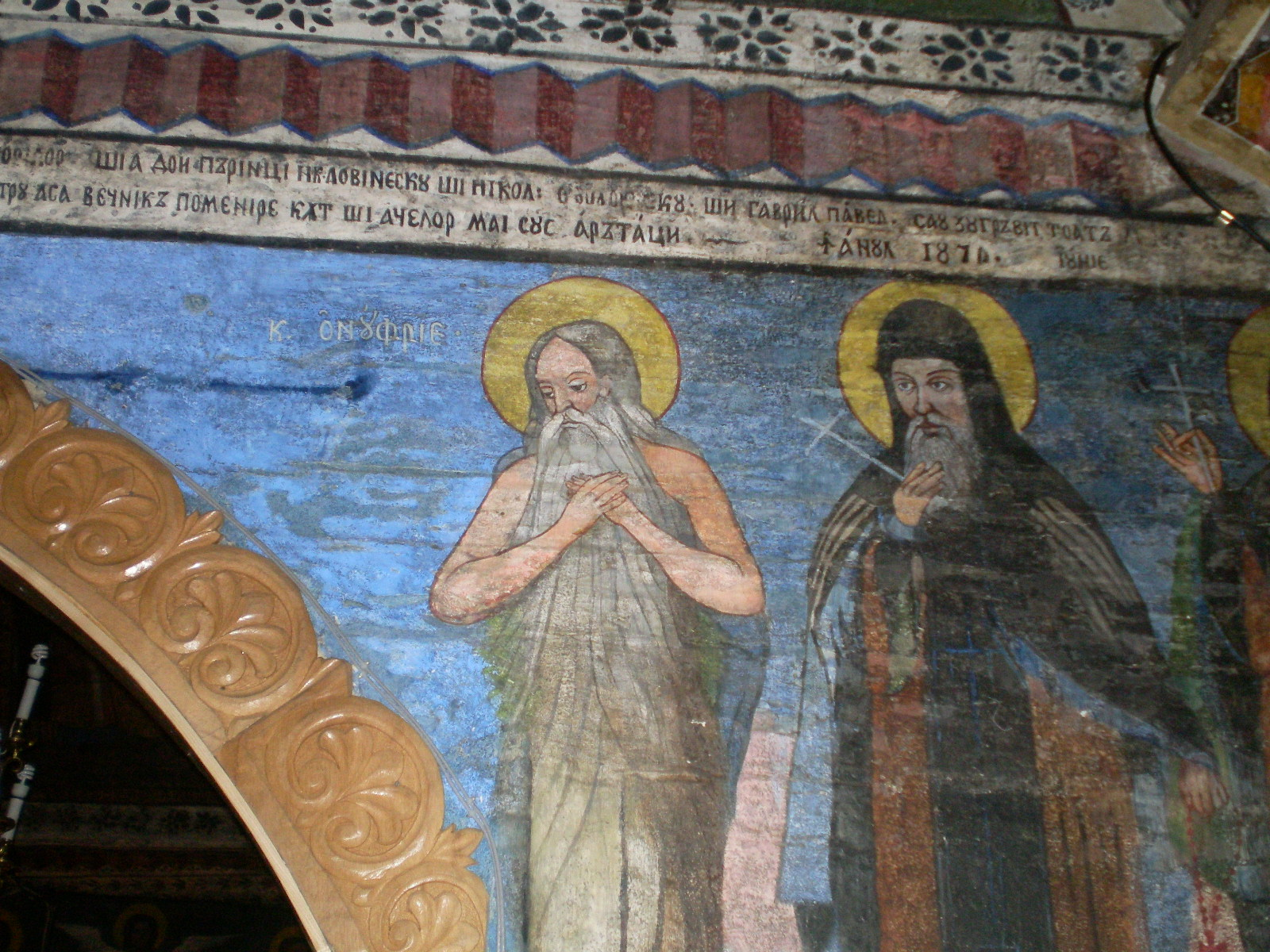
Pictură de pe pereții bisericii
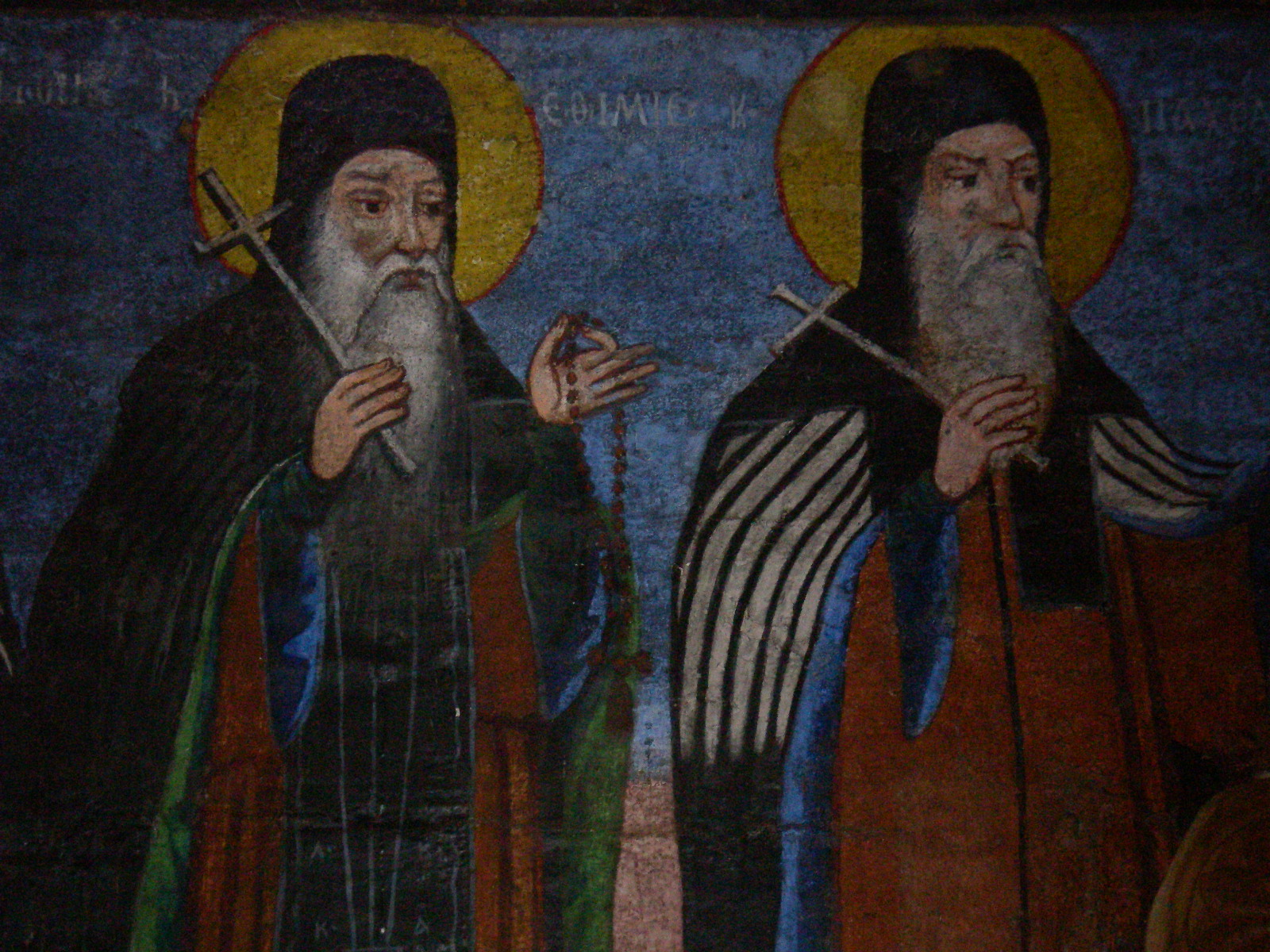
Pictură de pe pereții bisericii
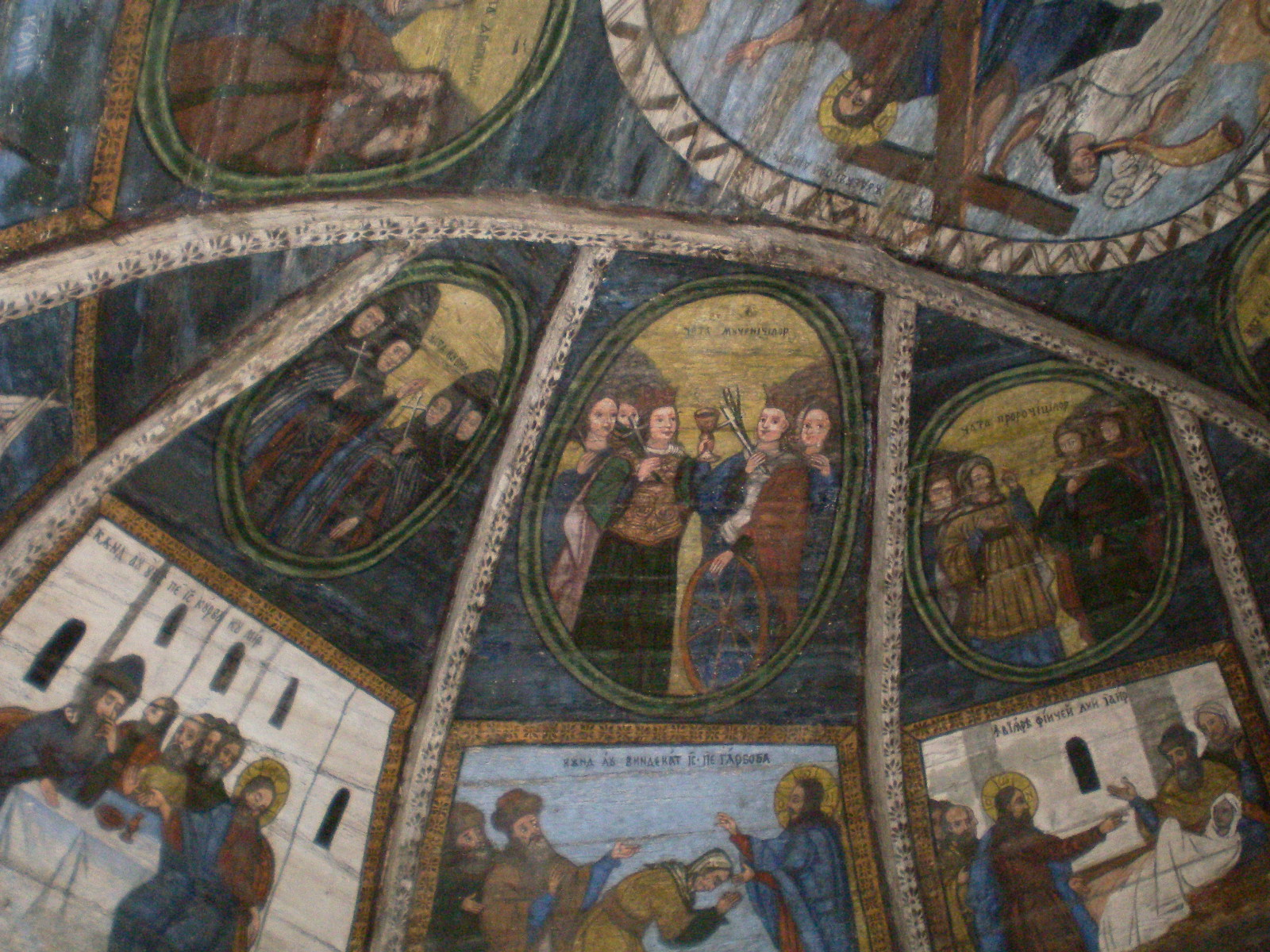
Pictură de pe pereții bisericii
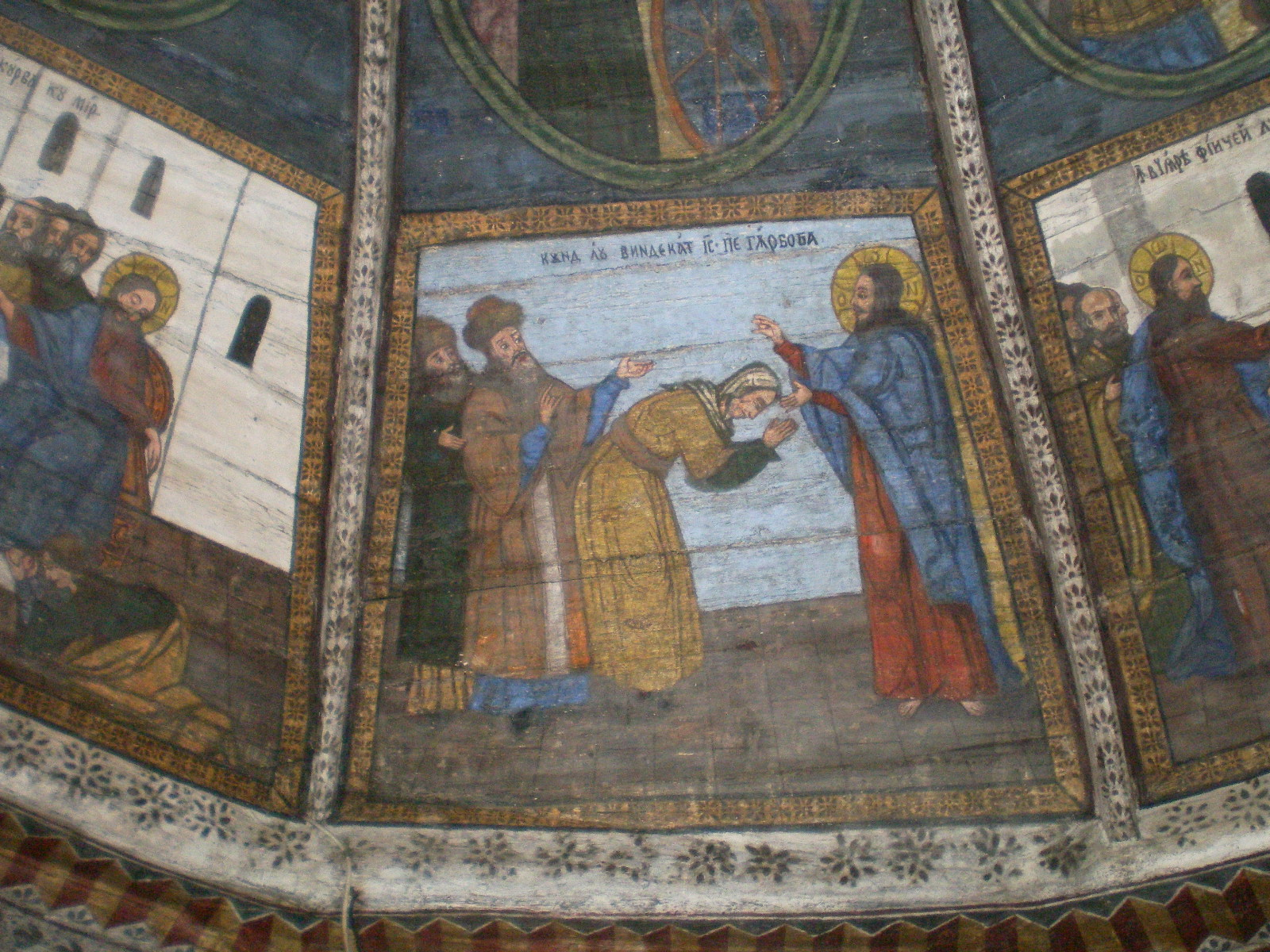
Pictură de pe pereții bisericii
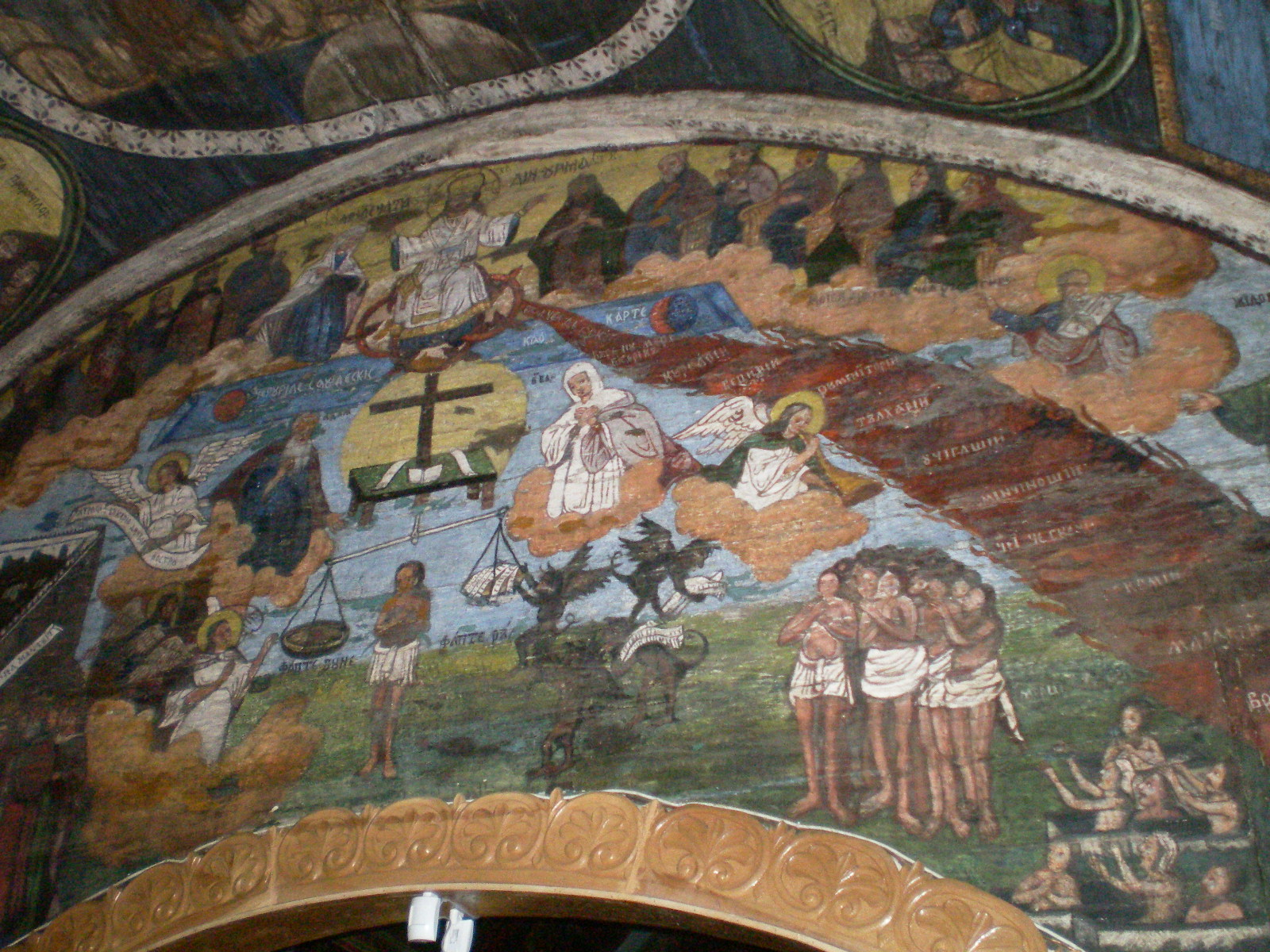
Pictură de pe pereții bisericii
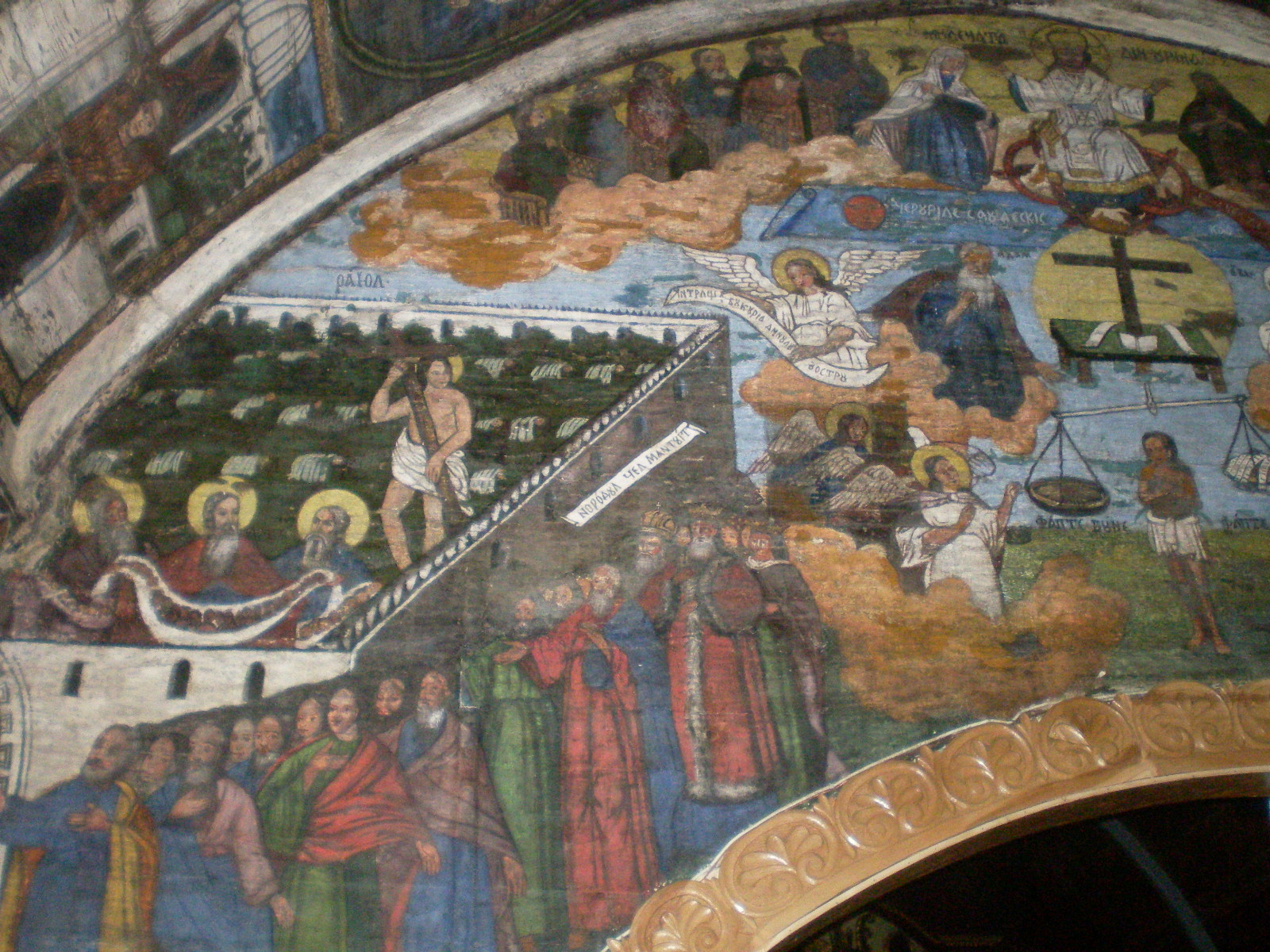
Pictură de pe pereții bisericii
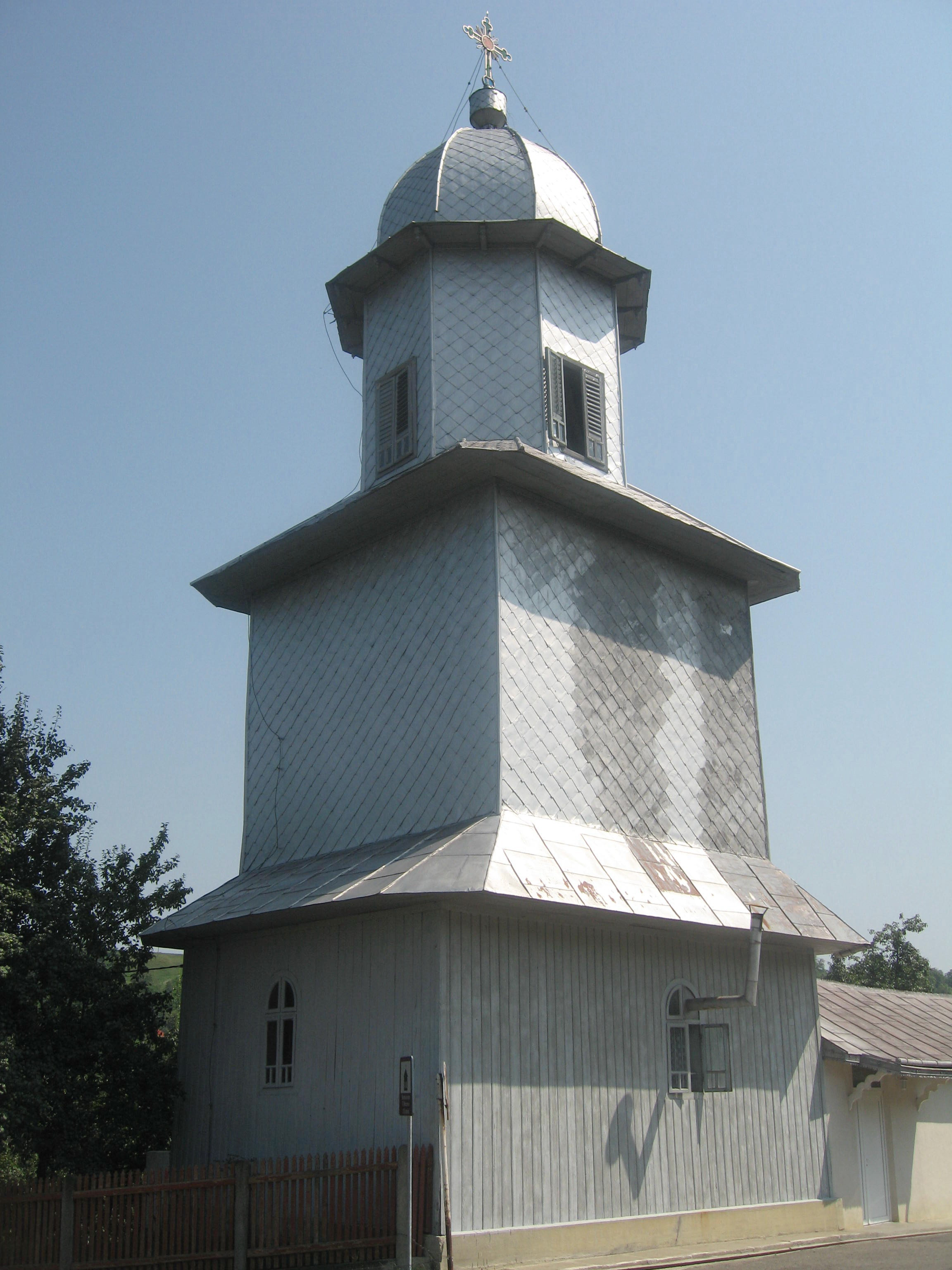
Turnul-clopotniță